# Macromphalus saharicus
Macromphalus saharicus is een slakkensoort uit de familie van de Vanikoridae. De wetenschappelijke naam van de soort is voor het eerst geldig gepubliceerd in 1994 door Rubio & Rolán.